# Jaan Poska
Jaan Poska, właściwie Iwan Iwanowicz Poska (ros. Иван Иванович Поска; ur. 24 stycznia 1866 w Laiuse, zm. 7 marca 1920 w Tallinnie) – estoński adwokat i polityk, sygnatariusz traktatu w Tartu.

## Lata młodości
Urodził się w rosyjskojęzycznej rodzinie jako piąte z dwanaściorga dzieci. Jego ojciec był zakrystianem w miejscowej cerkwi prawosławnej. Po ukończeniu szkoły cerkiewnej w Tuhalaane i seminarium duchownego w Rydze, w 1886 roku rozpoczął studia medyczne na uniwersytecie w Dorpacie, jednak później przeniósł się na wydział prawniczy, który ukończył w 1890 roku. Następnie przeniósł się do Tallinna i rozpoczął praktykę adwokacką. Podczas studiów zaczął również zajmować się tłumaczeniami – jako Jaan Karu opublikował wiele przekładów z języka rosyjskiego, m.in. dzieł Puszkina.

## Kariera polityczna

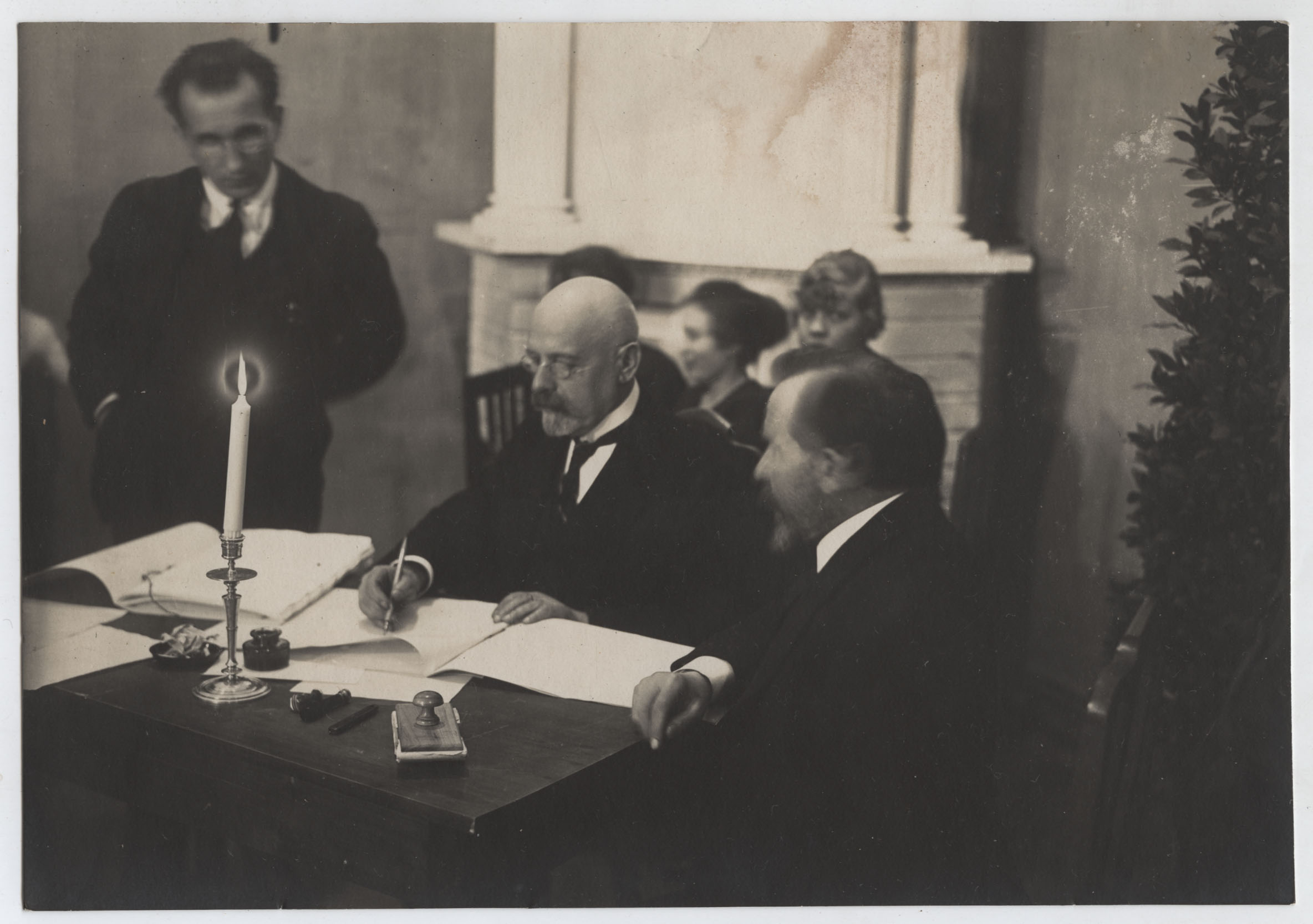
Poska podpisuje traktat w Tartu

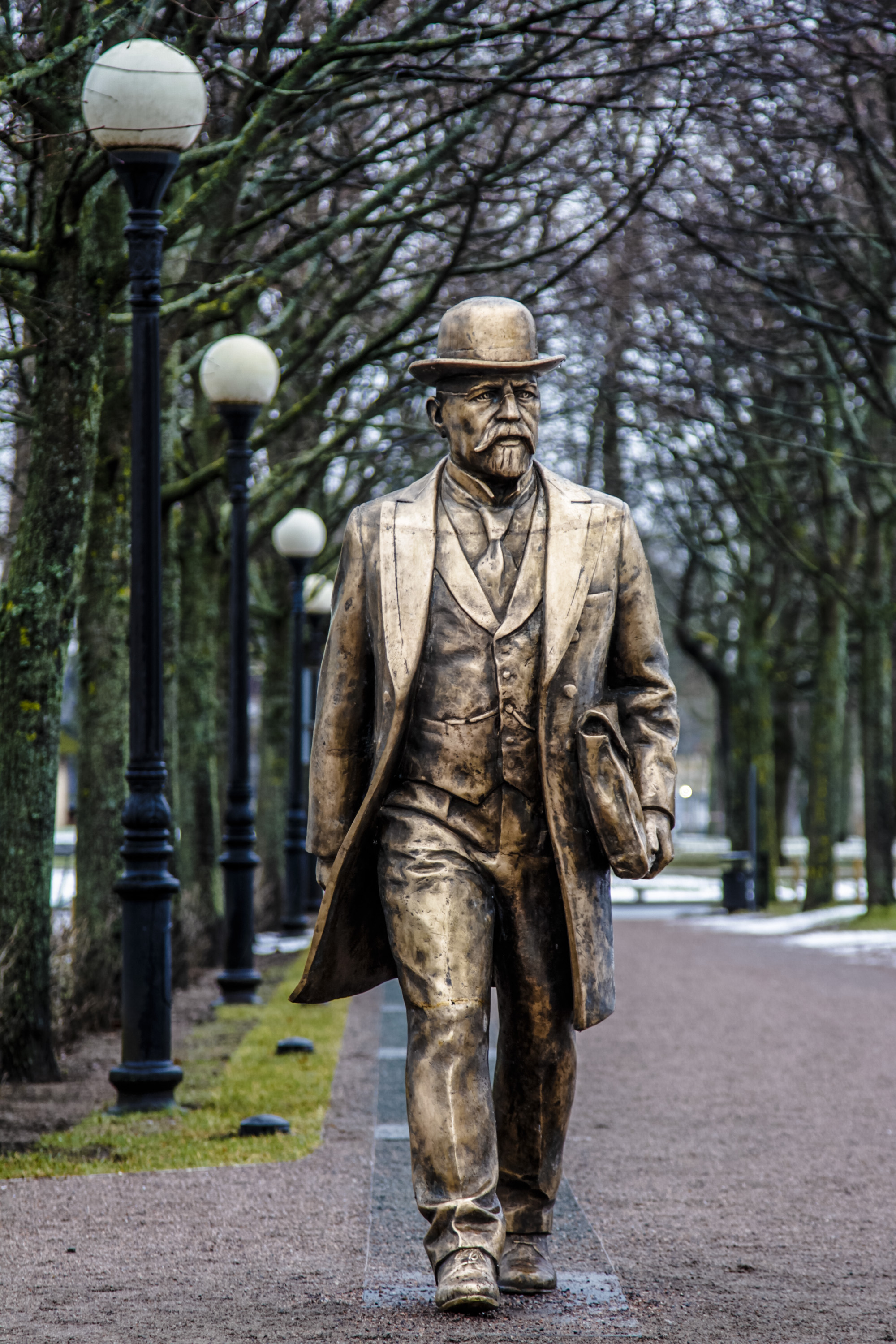
Pomnik Poski w parku Kadriorg

W 1904 roku został członkiem rady miejskiej Tallinna, a w 1913 roku z inicjatywy Konstantina Pätsa objął posadę burmistrza tego miasta. Dzięki swoim kontaktom i umiejętności łagodzenia konfliktów, był skutecznym zarządcą oraz zyskał poparcie lokalnej ludności niemieckiej i rosyjskiej. Po rewolucji lutowej rosyjski Rząd Tymczasowy powołał go na gubernatora estońskiego. Jesienią 1917 roku został wybrany do rosyjskiej Konstytuanty. Po ogłoszeniu przez Estonię niepodległości 24 lutego 1918 roku, Poska objął stanowisko ministra spraw zagranicznych w rządzie tymczasowym i pełnił tę funkcję do 12 listopada tegoż roku, kiedy został ministrem sprawiedliwości. Jednocześnie przez krótki okres pełnił obowiązki premiera Estonii od momentu zakończenia okupacji niemieckiej i zalegalizowania władzy estońskiego rządu do momentu powrotu Pätsa z niemieckiego więzienia. 27 listopada 1918 roku ponownie został ministrem spraw zagranicznych, którym pozostał również w rządzie Otto Strandmana do 20 września 1919 roku. Pod koniec 1919 roku został szefem estońskiej delegacji podczas negocjacji estońsko-sowieckich w Tartu, ostatecznie 2 lutego 1920 roku podpisując traktat pokojowy, kończący wojnę o niepodległość Estonii, którego warunki okazały się korzystne dla Estonii. 27 lutego 1920 roku został odznaczony Orderem Krzyża Wolności III kategorii 1. klasy.

## Życie prywatne

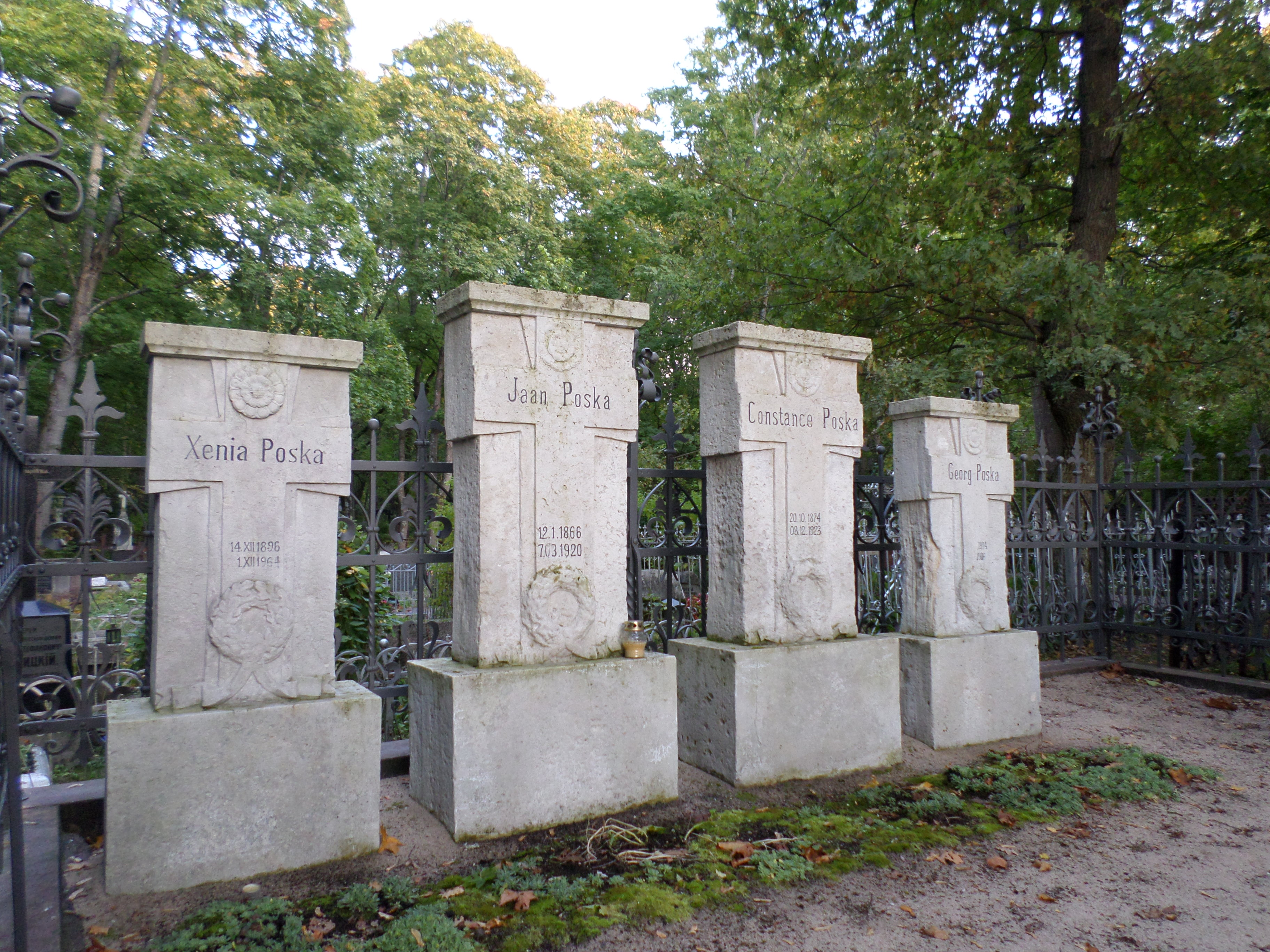
Grób Poski

W 1895 roku poślubił Constance Ekström, z którą miał ośmioro dzieci: Jüriego, Niinę, Jaana, Annę, Helenę, Ksenię, Tatjanę i Verę; ta ostatnia była dziennikarką i prawniczką, uznawaną za liderkę estońskiego ruchu feministycznego. Zmarł 7 marca 1920 roku w Tallinnie, został pochowany na prawosławnym cmentarzu św. Aleksandra Newskiego. W jego pogrzebie uczestniczyło 20 tys. osób.

## Upamiętnienie
W 1999 roku został uznany za jednego ze stu wybitnych Estończyków XX wieku. W 2008 roku dom w Tallinnie, w którym mieszkał, został odnowiony i otwarto w nim muzeum. Rok później został patronem jednego z przedszkoli w Tallinnie. W budynku, w którym podpisano traktat założono w 2011 roku gimnazjum, którego patronem został Poska. W 2016 roku Bank Estonii, z okazji 150. rocznicy urodzin Poski, wydał pamiątkową monetę o nominale 10 euro z jego wizerunkiem. W tym samym roku w parku Kadriorg został odsłonięty pomnik Poski. W Tallinnie, w śródmieściu znajduje się ulica jego imienia. W latach 1931–1940 Poska był również patronem bulwaru w Rakvere.